# NTV (Turchia)
La NTV è una rete televisiva turca all news, che dal maggio 2000 al 2014 è stata in partnership con l'americana MSNBC. Il canale — in aggiunta alle questioni interne al Paese — si occupa anche di questioni internazionali, di approfondimenti culturale, economici e sportivi.